# Wiesław Maria Grudzewski
Wiesław Maria Grudzewski (ur. 13 lutego 1933 w Przemyślu, zm. 30 stycznia 2018) – polski naukowiec, prof. dr hab nauk ekonomicznych, dydaktyk, wykładowca, członek korespondent Polskiej Akademii Nauk, były redaktor naczelny miesięcznika „Ekonomika i Organizacja Przedsiębiorstwa”.

## Życiorys
W 1956 otrzymał tytuł magistra ekonomii Wyższej Szkoły Ekonomicznej we Wrocławiu. Natomiast w 1960 uzyskał dyplom inżyniera chemii w zakresie przetwórstwa węgla brunatnego i kamiennego Politechniki Wrocławskiej. Równocześnie pracował w Katedrze Ekonomiki i Organizacji i Planowania Politechniki Wrocławskiej na stanowisku asystenta. W 1964 otrzymał tytuł doktora nauk ekonomicznych w Wyższej Szkole Ekonomicznej we Wrocławiu. W tym czasie zarządzał także Zakładem Ekspertyzy i Badań na rzecz gospodarki. W 1972 został powołany na stanowisko dziekana Wydziału Inżynieryjno-Ekonomicznego Politechniki Wrocławskiej. W kolejnych latach wydział ten został przekształcony zarówno z nazwy, jak i zakresu działań i nauczania na Wydział Informatyki i Zarządzania. W 1976 Rada Państwa nadała Wiesławowi Grudzewskiemu tytuł profesora nadzwyczajnego nauk technicznych, a w 1986 otrzymał tytuł profesora zwyczajnego. W latach 1980–1990 zajmował stanowisko profesora w Zakładzie Nauk Zarządzania PAN. W 1986 został powołany na stanowisko podsekretarza stanu w Urzędzie Postępu Naukowo-Technicznego i Wdrożeń. Od 1997 sprawował stanowisko profesora i kierownika Katedry Systemów Zarządzania w Szkole Głównej Handlowej, rok później objął stanowisko profesora zwyczajnego Politechniki Warszawskiej.
W kręgu zainteresowań naukowych Wiesława Grudzewskiego znalazły się m.in.: modelowanie z zakresu badań operacyjnych, problematyka organizacji wirtualnych i ich implementacja w polskiej gospodarce, zarządzanie wiedzą, zarządzanie technologiami, zagadnienia e-learningu.
Wypromował 47 doktorów (w tym 3 spoza Polski).

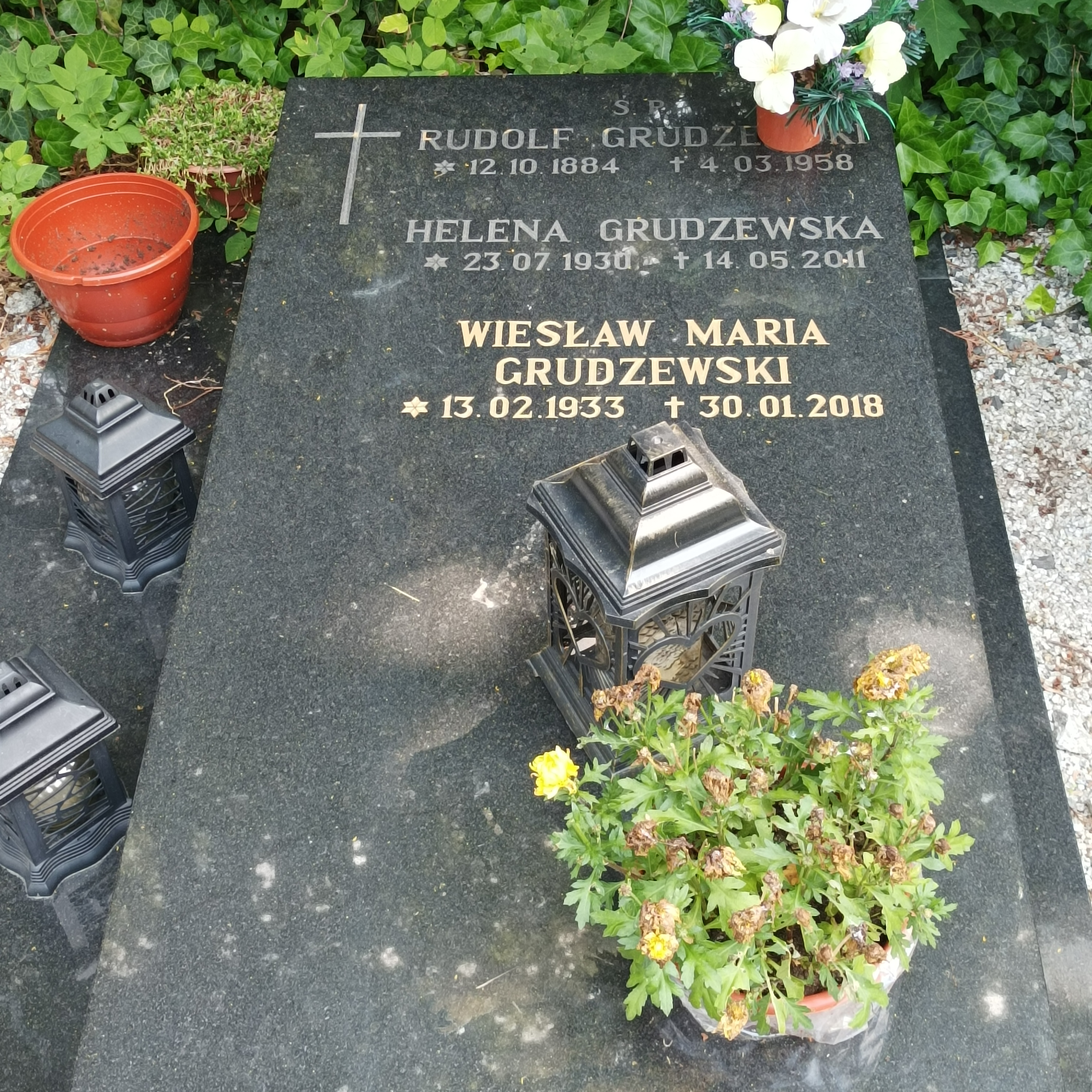
Grób prof. Wiesława M. Grudzewskiego na Cmentarzu Osobowickim

Pochowany na cmentarzu Osobowickim.

## Stanowiska
- 1956–1960 – asystent w Katedrze Ekonomiki i Organizacji i Planowania Politechniki Wrocławskiej
- Kierownik Zakładu Ekspertyzy i Badań Wyższej Szkoły Ekonomicznej we Wrocławiu
- 1972 – dziekan Wydziału Inżynieryjno=Ekonomicznego (później Wydziału Informatyki i Zarządzania) Politechniki Wrocławskiej
- 1980–1990 – profesor w Zakładzie Nauk Zarządzania Polskiej Akademii Nauk
- 1986 – podsekretarz stanu w Urzędzie Postępu Naukowo-Technicznego i Wdrożeń
- 1990–96 – Dyrektor Instytutu Organizacji i Zarządzania w Przemyśle ORGMASZ[7]
- 1997 – profesor, kierownik Katedry Systemów Zarządzania w Szkole Głównej Handlowej
- 1998 – profesor zwyczajny na Politechnice Warszawskiej
- Redaktor naczelny czasopisma „Ekonomika i Organizacja Przedsiębiorstwa”[2][6][7][4]

## Członkostwa
- członek Towarzystwa Naukowego Organizacji i Kierowania
- członek Polskiego Towarzystwa Ekonomicznego
- Honorowy Przewodniczący Komitetu Nauk Organizacji i Zarządzania Polskiej Akademii Nauk
- członek Polskiego Związku Wynalazców i Racjonalizatorów
- członek zagraniczny Stowarzyszenia Profesorów Mówiących po Niemiecku
- członek Rady Wydawniczej „Human Factor & Ergonomics in Manufacturing”
- członek korespondent Polskiej Akademii Nauk[2][6][7][4]

## Nagrody, wyróżnienia, odznaczenia
- 2003 – tytuł doktora honoris causa Wschodnioukraińskiego Narodowego Uniwersytetu im. W. Dalia w Ługańsku (Ukraina)
- 1972 – Złoty Krzyż Zasługi
- 1973 – Krzyż Kawalerski Orderu Odrodzenia Polski
- 1976 – Medal Komisji Edukacji Narodowej
- 1980 – Krzyż Oficerski Orderu Odrodzenia Polski
- 1999 – Krzyż Komandorski Orderu Odrodzenia Polski
- 6 nagród Ministra Nauki i Szkolnictwa Wyższego[7]

## Ważne publikacje
Wiesław Grudzewski jest autorem 34 książek i ponad 400 publikacji krajowych i zagranicznych. Do najważniejszych należą:
- Przedsiębiorstwo przyszłości, DIFIN 2002
- Przedsiębiorstwo przyszłości – wizja strategiczna, DIFIN 2002
- Projektowanie Systemów Zarządzania, DIFIN, 2001
- Przedsiębiorstwo przyszłości, DIFIN, 2000
- Gra w rynek, wyd. Wyższa Szkoła Handlu i Prawa, 1998
- Zarządzanie i organizacja badań naukowych, 1996[2][4]
- W drodze do nauki światowej. Pamiętniki z lat 1933-2015, Wydawnictwo Instytutu Technologii Eksploatacji, 2016